# Fouzi Al-Shehri
Fouzi Al-Shehri (en árabe: فوزي الشهري‎; Jeddah, Arabia Saudita; 15 de mayo de 1980) es un futbolista de Arabia Saudita que juega en la posición de defensa y que actualmente milita en el Al-Ahli Saudi FC de la Segunda División de Arabia Saudita.

## Carrera

### Club
| Periodo   | Club             |
| --------- | ---------------- |
| 1998–2000 | Al-Qadisiyah FC  |
| 2001–     | Al-Ahli Saudi FC |

### Selección nacional
Jugó para Arabia Saudita en 11 ocasiones de 2000 a 2006, participó en la Copa Mundial de Fútbol Sub-20 de 1999, la Copa Mundial de Fútbol de 2002 y en la Copa Asiática 2000.

## Logros
- Copa del Rey de Campeones (3): 2011, 2012, 2016
- Copa del Príncipe de la Corona Saudí (3): 2002, 2006-07, 2014-15
- Copa Federación de Arabia Saudita (3): 2001, 2002, 2007
- Liga de Campeones Árabe (1): 2002-03
- Copa de Clubes Campeones del Golfo (2): 2002, 2008